# Bitka na Ceru
Bitka na Ceru je bila bitka v prvi svetovni vojni med vojskama Kraljevine Srbije in Avstro-Ogrske na območju planine Cer.
V prepričanju, da srbska vojska, izčrpana od dveh balkanskih vojn, ne bo zmogla večjega odpora, je avstrijska 5. armada pod vodstvom generala Potioreka 12. avgusta 1914 hitro prestopila reko Drino in napadla Srbijo. Pri napadu so ji pomagale še enote, ki so bile nameščene v Vojvodini. Skupno so imeli napadalci na voljo 200.000 vojakov, branilci 180.000 vojakov. Bili so prepričani, da bodo s Srbijo opravili do 18. avgusta, ko je cesar Franc Jožef I. Habsburško-Lotarinški praznoval svoj 84. rojstni dan.
Srbi so sicer zaradi avstro-ogrskega ultimata pričakovali napad, in sicer s severa po dolini reke Morave. Avstrijski napad preko Drine jih je presenetil, a so s hitro prerazporeditvijo svojih sil uspeli strniti vrste. Po nekaj manjših uspehih Avstrijcev so srbske sile pod vodstvom generala Stepanovića uspele ustaviti avstro-ogrski napad in jim 16. in 17. avgusta 1914 na Ceru zadati uničujoč poraz. Avstrijci so se pričeli v noči na 19. in 20. avgust umikati nazaj preko Drine v Bosno. Z boji v okolici Šabca med 21. in 24. avgustom se je bitka na Ceru končala s pomembno zmago srbske strani (prva zmaga na strani zaveznikov v prvi svetovni vojni). 
Skupno število žrtev in izgub je bilo pri Avstrijcih 23 tisoč vojakov, pri Srbih pa 16 tisoč vojakov.